# Spice and Wolf
Spice and Wolf (狼と香辛料, Ōkami to Kōshinryō) est une série de light novels écrite par Isuna Hasekura et illustrée par Jū Ayakura. Vingt-quatre tomes de la série sont édités par ASCII Media Works depuis février 2006. En octobre 2008, plus de 2,2 millions d'exemplaires ont été vendus. La version française est publiée par Ofelbe à partir de mars 2015. Une suite, intitulée Spice and Wolf Resurrection, débute dans le 49e numéro du Dengeki Bunko Magazine, mis en vente au Japon le 9 avril 2016.
Une adaptation en manga dessinée par Keito Kōme est publiée dans le magazine Dengeki Maoh depuis novembre 2007, et en volumes reliés depuis mars 2008. La version française du manga est licenciée par Ototo depuis juillet 2012.
Une adaptation en anime a également vu le jour. Une première saison de douze épisodes a été diffusée entre janvier et mars 2008, et un OAV est sorti en mai 2008. Un second OAV est sorti en avril 2009, et sert de préquelle à la seconde saison de douze épisodes diffusée entre juillet et septembre 2009. Dans les pays francophones, les deux saisons sont licenciées par Black Box. Une nouvelle adaptation en anime de 25 épisodes produite par le studio Passione est diffusé entre avril et septembre 2024. Une deuxième saison a été annoncée.

## Synopsis
L'histoire débute dans le village de Pasroe, au moment du festival de la moisson. Contrairement à la plupart des habitants du pays où se déroule l'histoire, les habitants de Pasroe sont païens et croient en une divinité-louve : Holo. La légende raconte qu'un pacte entre les hommes et les loups a été conclu afin d'assurer de bonnes récoltes de blé. Mais les villageois ne prennent plus la légende au sérieux : c'est grâce à des méthodes plus modernes que les récoltes sont devenues plus abondantes.
Lawrence est un marchand ambulant, il vend par exemple de la fourrure et fait des échanges. Alors qu'il s'apprête à quitter le village, Lawrence découvre à l'arrière de sa carriole une jeune femme possédant des oreilles et une queue de loup, qui se présente comme la divinité des lieux. Elle demande à Lawrence de l'emmener avec lui puisque les habitants ne semblent plus avoir besoin d'elle.

## Personnages

### Personnages principaux
Kraft Lawrence (クラフト・ロレンス, Kurafuto Rorensu)
Voix japonaise : Jun Fukuyama, voix française : Marc Wilhelm (2008), Pascal Nowak (2024)
Le protagoniste masculin de l’histoire.
Kraft Lawrence est un Humain de vingt-cinq ans aux cheveux d’argent et marchand ambulant, gagnant son pain en revendant (ou troquant en prévision des fluctuations du marché) diverses marchandises de ville en ville.
Devenu l’apprenti d’un marchand à ses douze ans, puis ayant monté sa propre affaire dès ses dix-huit ans, son but final est de s’enrichir suffisamment pour devenir propriétaire de sa propre boutique : cela fait donc sept ans qu’il voyage et accumule de l’expérience dans le commerce.
Il rencontre Holo une nuit, lors d’un passage au village de Pasroe, et consent (en connaissance de sa véritable nature) à l’emmener dans ses voyages : tandis qu’elle met à contribution sa sagesse pour augmenter ses profits et repérer les escroqueries, il lui promet en retour de l’accompagner jusqu’à son retour dans son village natal. Au fur et à mesure de l’intrigue, ils développent tous deux une affection mutuelle au‐delà d’une terreur (malgré lui) latente et instinctive de Kraft, qui assume auprès d’elle avoir déjà subi huit attaques de loups (ordinaires) avant leur rencontre.
Holo (ホロ, Horo) / « Holō à la queue de blé » (「麦束尻尾のホロウ」, ‘Mugitaba shippo no Horō’) (surnom) / la « Louve sage de Yoitsu » (「ヨイツの賢狼」, ‘Yoitsu no kenrō’) (autoproclamé)
Voix japonaise : Ami Koshimizu, voix française : Karl-Line Heller,
La protagoniste féminine de l’histoire.
Holo est connue des Humains comme une « divinité » lupine de la moisson, qui serait originaire d’une terre du Nord appelée Yoitsu. Elle avait conclu (longtemps avant le début de l’histoire) un pacte avec les habitants d’un village, Pasroe, à qui elle assurait d’abondantes récoltes de blé annuelles. Le temps passant cependant, avec l’évolution des techniques agricoles et le déclin des anciennes croyances face à l’influence d’un clergé monothéiste, les villageois ont progressivement abandonné Holo en ne comptant plus autant sur elle : même s’ils continuent pour le folklore à effectuer des rituels en son honneur, Holo est devenue une légende à laquelle plus aucun Humain ne croit, ce pour quoi elle les quitte sans se retourner avec le marchand itinérant Kraft Lawrence, à dessein de voir les changements survenus dans le monde depuis son isolement à Pasroe et retrouver (comme destination finale) son village natal du Nord, dont elle a oublié la localisation précise. Pour accompagner l’Humain, elle prend la forme d’une humanoïde plus jeune que lui mais conservant cependant des canines proéminentes avec sa grande queue et ses oreilles de louve, qu’elle ne peut dissimuler que temporairement dans la durée. Sa forme originelle est celle d’une louve brune géante aux yeux rouges que beaucoup de gens craignent et vénèrent.
Holo est de fait plutôt hautaine et autosuffisante mais, à demeurer isolée plusieurs siècles à Pasroe, se sent gagnée et si angoissée par la solitude qu’elle finit par trahir une fragilité, et compte beaucoup sur la compagnie de Lawrence (qui le devine aisément et essaie de la réconforter à sa manière) : elle est également bien consciente de leur différence d’époque, l’espérance de vie humaine apparaissant comme un clin d’œil pour son espèce, et dissimule cette réalité effrayante par des plaisanteries. Son parler est assez spécial (à la manière des courtisanes oiran). Elle apprécie l’alcool et la nourriture, particulièrement les pommes sous toutes leurs formes : naturelles, confites... Sa nature animale et femelle peut facilement ressortir dans des circonstances particulières (tendanciellement comiques), et elle s’enorgueillit de sa queue soyeuse à pointes claires qu’elle entretient quotidiennement.

### Personnages secondaires
Yarei (ヤレイ)
Voix japonaise : Tomokazu Sugita, voix française : Akim Belkheir (2024)
Paysan du village de Pasroe. Il négociait le prix du blé du temps où Lawrence en faisant son principal commerce.
Il n'apparaît pas dans la première série animée (où il est remplacé par un autre personnage dans l'intrigue).
Nora Arendt (ノーラ・アレント, Nōra Arento) / « Nora la Nymphe » (晴れな妖精ノーラ, ‘harena yōsei Nōra’) (sobriquet)
Voix japonaise : Mai Nakahara, voix française : Sarah Cornibert
Nora apparaît pour la première fois dans le deuxième volume des light novels. C'est une bergère douée d'une ville religieuse nommée Rubinhaigen. Son compagnon de profession est un chien de berger qui s'appelle Enek. Elle rencontre Lawrence sur la route et réussit à le convaincre de l'engager pour qu'elle protège son chariot d'une éventuelle attaque de loups.
Richten Marlheit (リヒテン・マールハイト, Rihiten Māruhaito)
Voix japonaise : Hōchū Ōtsuka, voix française : Jean-Marc Galéra
Régent du comptoir de commerce de Mirone à Pazzio. Il dirige son établissement avec sagesse et expérience.
Fermi Amati (フェルミ・アマーティ, Ferumi Amāti)
Voix japonaise : Saeko Chiba, voix française : Michaël Maïno
Amati, qui comme Lawrence se fait appeler par son nom de famille dans son travail, apparaît pour la première fois dans le troisième volume des light novels. C'est un jeune courtier spécialisé dans le domaine de la pêche. Il a le coup de foudre pour Holo et lui demande sa main. À cause du jeu d'actrice plutôt bon de Holo, il pense que cette dernière est une douce, aimable et jeune demoiselle raffinée.
Zehren (ゼーレン, Zēren)
Voix japonaise : Daisuke Namikawa, voix française : Laurent Pasquier (2008), Romain Benitez (2024)
Apprenti marchand rencontré par hasard. Il propose à Lawrence un marché des plus tentants.
Dian « Dianna » Rubens (ディアン「ディアンナ」・ルーベンス, Dian ‘Dianna’ Rūbensu)
Voix japonaise : Akeno Watanabe, voix française : Dany Benedito
Dian, qui fait sa première apparition dans le troisième volume des light novels, est une alchimiste. Elle s'occupe aussi de retranscrire les légendes et croyances païennes qu'elle découvre dans des livres. Elle possède des informations concernant le village natal de Holo, Yoitsu. Étant donné que son prénom, Dian, a une consonance assez masculine, elle demande à Lawrence de l'appeler Dianna. Selon Holo, Dianna n'est pas humaine, c'est en fait un oiseau plus grand que Lawrence. Elle est tombée amoureuse d'un prêtre voyageur et a passé quelques années à l'aider à construire une église. Elle dut cependant partir quand ce dernier s'aperçut qu'elle ne vieillissait pas et qu'il commença à la suspecter.
Ibn Ragusa (イブン・ラグーサ, Ibun Ragūsa)
Capitaine d'une petite embarcation, il se trouvait dans le port de Lenos lors de l'insurrection qui frappa la ville. Il accepta de transporter Lawrence et Holo jusqu'à la ville de Kerube dans laquelle il devait livrer une cargaison de pièces de cuivre.
Ne voulant pas être mêlé malgré lui à une sale affaire, il suivit avec attention l'enquête de Lawrence concernant un surplus de caisses de cuivre provenant de son employeur, la compagnie Jihn. Il remercia Kohl Tôte lorsque celui-ci résolue ce mystère et lui donna une pièce de cuivre en l'encourageant à rejoindre Lawrence et Holo.

### Autres
Kohl Tōte (トート・コル, Tōto Koru)
Jeune vagabond originaire du village de Pinu et ancien étudiant à l'université d'Ackent.
Il interpelle Lawrence comme son « Maître » pour se sauver d'une querelle avec des percepteurs de taxes maritimes : l'intéressé entre dans son jeu puis accepte qu'il fasse route avec Holo et lui. Il l'aidera à résoudre une arnaque du comptoir Jihn et restera pour longtemps avec eux, devenant employé des sources chaudes Spice and wolf avant de partir en voyage avec Myūri.
Il est le protagoniste masculin de la suite dérivée Wolf & Parchment: New Theory Spice & Wolf.
Myūri (ミューリ)
Voix japonaise : Aimi Tanaka (2024)
Jeune Semi-Fille-louve à la fourrure d'argent, enfant d'Holo et Lawrence.
Elle est la protagoniste féminine de la suite dérivée Wolf & Parchment: New Theory Spice & Wolf.

### Personnages exclusifs aux adaptations animées
Chloé (クロエ, Kuroe)
Voix japonaise : Kaori Nazuka, voix française : Dany Benedito
Personnage exclusif à la première série animée (où elle prend la place d'un autre personnage dans l'intrigue).
Habitante du village de Pasroe connaissant depuis longtemps Lawrence, qui lui a appris à devenir une marchande. Bien qu'elle ne soit pas sûre des sentiments qu'elle a pour lui, elle le respecte en tant que professeur et bon ami : cependant, cette amitié va s'effondrer lorsque Chloé s'associera avec le clergé pour capturer Holo et le tuer.

## Réception
En France, les lecteurs de Manga-news ont élu le manga meilleur seinen de l'année 2012.

## Light novel
Spice and Wolf débute en tant que série de light novels écrite par Isuna Hasekura avec des illustrations de Jū Ayakura. Au départ, Hasekura inscrivit le premier light novel de la série au 12e Prix littéraire Dengeki (電撃コミックス, Dengeki Shōsetsu Taishō) de l'éditeur ASCII Media Works en 2005 et le light novel fut récompensé du prix d'argent. Seize volumes ont été publiés sous le label Dengeki Bunko de l'éditeur ASCII Media Works entre février 2006 et février 2011. Un dix-septième volume nommé Epilogue est sorti le 10 juillet 2011. Un volume intitulé Spring Log est publié en septembre 2016 et un autre, Spring Log II, prévu pour mai 2017.
Le slogan des light novels est « Merchant meats spicy wolf. » (écrit en anglais sur la couverture des light novels), que les anglophones considèrent comme de l'engrish, l'auteur confondant alors meats (viandes) avec meets (rencontre).
La version française est publiée dans un format double et un sens de lecture occidental par Ofelbe à partir de mars 2015.
Une suite, intitulée Spice and Wolf Resurrection, est annoncée le 8 février 2016. Celle-ci débute dans le 49e numéro du Dengeki Bunko Magazine, mis en vente au Japon le 9 avril 2016.

### Liste des tomes
| no | Japonais                                          | Japonais                                              | Français          | Français          |
| no | Date de sortie                                    | ISBN                                                  | Date de sortie    | ISBN              |
| --- | ------------------------------------------------- | ----------------------------------------------------- | ----------------- | ----------------- |
| 1 2 | 10 février 2006 10 juin 2006                      | 978-4-8402-3302-6 978-4-8402-3451-1                   | 12 mars 2015      | 978-2-3730-2001-4 |
| Liste des chapitres : - Première partie : - Prologue - Chapitre 1 à 6 - Épilogue - Deuxième partie : - Chapitre 1 à 6 - Épilogue |                                                   |                                                       |                   |                   |
| 3 4 | 10 octobre 2006 10 février 2007                   | 978-4-8402-3588-4 978-4-8402-3723-9                   | 24 septembre 2015 | 978-2-3730-2006-9 |
| Liste des chapitres : - Première partie - Chapitre 1 à 5 - Épilogue - Deuxième partie - Chapitre 1 à 6 - Épilogue |                                                   |                                                       |                   |                   |
| 5 6 | 10 août 2007 10 décembre 2007                     | 978-4-8402-3933-2 978-4-8402-4114-4                   | 31 mars 2016      | 978-2-3730-2009-0 |
| Liste des chapitres : - Première partie - Prologue - Chapitre 1 à 4 - Épilogue - Deuxième partie - Prologue - Chapitre 1 à 5 - Épilogue |                                                   |                                                       |                   |                   |
| 7 8 | 10 février 2008 10 mai 2008                       | 978-4-8402-4169-4 978-4-04-867068-5                   | 22 septembre 2016 | 978-2-3730-2019-9 |
| Liste des chapitres : - Première partie : - Le jeune garçon, la jeune fille et la fleur blanche - Le rouge de la pomme, le bleu du ciel - La louve et la mélancolie ambre - Deuxième partie : La ville de l′affrontement partie 1 - Prologue - Chapitre 1 à 3 |                                                   |                                                       |                   |                   |
| 9 10 | 10 septembre 2008 10 février 2009                 | 978-4-04-867210-8 978-4-04-867522-2                   | 6 juillet 2017    | 978-2-3730-2039-7 |
| Liste des chapitres : - Première partie : La ville de l'affrontement partie 2 - Interlude - Chapitre 4 à 9 - Épilogue - Deuxième partie - Prologue - Chapitre 1 à 5 - Épilogue                                                                                |                                                   |                                                       |                   |                   |
| 11 12 | 10 mai 2009 10 août 2009                          | 978-4-04-867809-4 978-4-04-867933-6                   | 22 février 2018   | 978-2-3730-2045-8 |
| Liste des chapitres : - Première partie - La Louve et la Promesse dorée - Le Raccourci couleur verdure - Le Berceau de la Louve noire - Deuxième partie - Prologue - Chapitre 1 à 6 - Épilogue                                                                |                                                   |                                                       |                   |                   |
| 13 14 | 10 novembre 2009 10 février 2010                  | 978-4-04-868140-7 978-4-04-868326-5                   | 25 octobre 2018   | 978-2-37302-054-0 |
| Liste des chapitres : - Première partie - La Louve et les pêches confites au miel - La louve et le Cadeau couleur crépuscule - La bergère et le chevalier noir - Deuxième partie - Prologue - Chapitre 1 à 6 - Épilogue                                       |                                                   |                                                       |                   |                   |
| 15 16 17 | 10 septembre 2010 10 février 2011 10 juillet 2011 | 978-4-04-868829-1 978-4-04-870265-2 978-4-04-870685-8 | 17 juin 2021      | 978-2-37302-078-6 |
| Spring Log |                                                   |                                                       |                   |                   |
| 18 | 10 septembre 2016                                 | 978-4-04-892355-2                                     |                   |                   |
| 19 | 10 mai 2017                                       | 978-4-04-892891-5                                     |                   |                   |
| 20 | 10 février 2018                                   | 978-4-04-893619-4                                     |                   |                   |
| 21 | 10 janvier 2019                                   | 978-4-04-912200-8                                     |                   |                   |
| 22 | 10 décembre 2019                                  | 978-4-04-912904-5                                     |                   |                   |
| 23 | 10 septembre 2021                                 | 978-4-04-913942-6                                     |                   |                   |
| 24 | 7 janvier 2023                                    | 978-4-04-914819-0                                     |                   |                   |

## Manga
Annoncée en juin 2007, une adaptation en manga illustrée par Keito Koume a commencé à paraître dans le magazine japonais consacré aux seinen Degenki Maoh de l'éditeur ASCII Media Works le 27 septembre 2007. Le premier volume relié contenant les six premiers chapitres du manga a été publié le 27 mars 2008. La version française est éditée par Ototo depuis juillet 2012.

### Liste des volumes
| no | Japonais          | Japonais          | Français          | Français          |
| no | Date de sortie    | ISBN              | Date de sortie    | ISBN              |
| -- | ----------------- | ----------------- | ----------------- | ----------------- |
| 1  | 27 mars 2008      | 978-4-8402-4254-7 | 12 juillet 2012   | 978-2-35180-617-3 |
| 2  | 27 janvier 2009   | 978-4-04-867559-8 | 27 septembre 2012 | 978-2-35180-657-9 |
| 3  | 27 juillet 2009   | 978-4-04-867963-3 | 29 novembre 2012  | 978-2-35180-679-1 |
| 4  | 27 mars 2010      | 978-4-04-868516-0 | 24 janvier 2013   | 978-2-35180-691-3 |
| 5  | 27 octobre 2010   | 978-4-04-868921-2 | 21 mars 2013      | 978-2-35180-716-3 |
| 6  | 4 avril 2011      | 978-4-04-870500-4 | 23 mai 2013       | 978-2-35180-720-0 |
| 7  | 27 février 2012   | 978-4-04-886294-3 | 25 juillet 2013   | 978-2-35180-754-5 |
| 8  | 27 octobre 2012   | 978-4-04-891051-4 | 26 septembre 2013 | 978-2-35180-771-2 |
| 9  | 27 août 2013      | 978-4-04-891839-8 | 13 février 2014   | 978-2-35180-801-6 |
| 10 | 26 avril 2014     | 978-4-04-866488-2 | 25 septembre 2014 | 978-2-35180-859-7 |
| 11 | 20 décembre 2014  | 978-4-04-869054-6 | 22 mai 2015       | 978-2-35180-916-7 |
| 12 | 27 août 2015      | 978-4-04-865172-1 | 28 avril 2016     | 978-2-35180-966-2 |
| 13 | 27 février 2016   | 978-4-04-865172-1 | 10 novembre 2016  | 978-2-37506-012-4 |
| 14 | 27 septembre 2016 | 978-4-04-892341-5 | 18 août 2017      | 978-2-37717-034-0 |
| 15 | 27 mai 2017       | 978-4-04-892911-0 | 8 décembre 2017   | 978-2-37717-079-1 |
| 16 | 27 février 2018   | 978-4-04-893596-8 | 30 novembre 2018  | 978-2-37717-097-5 |

## Anime

### Série 2008
La première saison de la série animée, produite par le studio Imagin a débuté le 9 janvier 2008. À noter que l'épisode 7 a été exclusivement distribué avec les DVD de la série et n'a pas été diffusé avec les autres épisodes.
La seconde saison est produite au sein du studio Brain's Base. La transition se fait avec la sortie d'un OAV le 30 avril 2009, référencé comme l'épisode 0 de la saison 2, qui a débuté le 9 juillet 2009.
Dans les pays francophones, les deux saisons sont licenciées par Black Box.

#### Liste des épisodes

##### Saison 1
| No      | Titre français                        | Titre japonais   | Titre japonais                                                              | Date de 1re diffusion |
| No      | Titre français                        | Kanji            | Rōmaji                                                                      | Date de 1re diffusion |
| ------- | ------------------------------------- | ---------------- | --------------------------------------------------------------------------- | --------------------- |
| 1       | Un loup sur son 31                    | 狼と一張羅       | Ōkami to Itchōra (La louve et les beaux habits)                             | 9 janvier 2008        |
| 2       | La louve et un lointain passé         | 狼と遠い過去     | Ōkami to Tōi Kako (La louve et le lointain passé)                           | 16 janvier 2008       |
| 3       | La louve et le sens des affaires      | 狼と商才         | Ōkami to Shōsai (La louve et le sens des affaires)                          | 23 janvier 2008       |
| 4       | La louve et son partenaire désarmé    | 狼と無力な相棒   | Ōkami to Muryoku na Aibō (La louve et le partenaire inutile)                | 30 janvier 2008       |
| 5       | La louve et la romance                | 狼と痴話喧嘩     | Ōkami to Chiwagenka (La louve et la querelle d'amoureux)                    | 6 février 2008        |
| 6       | Une louve et des adieux silencieux    | 狼と無言の別れ   | Ōkami to Mugon no Wakare (La louve et les adieux silencieux)                | 13 février 2008       |
| 7 (OAV) | La louve et la queue du bonheur       | 狼と幸福の尻尾   | Ōkami to Kōfuku no Shippo (La louve et la queue de la bénédiction)          | 30 mai 2008           |
| 8       | La louve et le juste                  | 狼と正しき天秤   | Ōkami to Tadashiki Tenbin (La louve et la balance équilibrée)               | 20 février 2008       |
| 9       | La louve et l'agneau                  | 狼と羊使いの子羊 | Ōkami to Hitsujitsukai no Kohitsuji (La louve et les moutons de la bergère) | 27 février 2008       |
| 10      | La louve et le complot tourbillonnant | 狼と渦巻く陰謀   | Ōkami to Uzumaku Inbō (La louve et la conspiration tourbillonnante)         | 5 mars 2008           |
| 11      | La louve et le grand projet           | 狼と最大の秘策   | Ōkami to Saidai Hisaku (La louve et le grand projet secret)                 | 12 mars 2008          |
| 12      | La louve et la meute immature         | 狼と若僧の群れ   | Ōkami to Wakazō no Mure (La louve et les louveteaux)                        | 19 mars 2008          |
| 13      | La louve et le nouveau départ         | 狼と新たな旅立ち | Ōkami to Arata na Tabidachi (La louve et le nouveau départ)                 | 26 mars 2008          |

##### Saison 2
| No      | Titre français                                | Titre japonais   | Titre japonais                                                              | Date de 1re diffusion |
| No      | Titre français                                | Kanji            | Rōmaji                                                                      | Date de 1re diffusion |
| ------- | --------------------------------------------- | ---------------- | --------------------------------------------------------------------------- | --------------------- |
| 0 (OAV) | La louve et la mélancolie ambrée              | 狼と琥珀色の憂鬱 | Ōkami to Kohakuiro no Yūutsu                                                | 30 avril 2009         |
| 1       | La louve et la fissure inattendue             | 狼とふとした亀裂 | Ōkami to Futoshita Kiretsu (La louve et la séparation soudaine)             | 9 juillet 2009        |
| 2       | La louve et le calme avant la tempête         | 狼と嵐の前の静寂 | Ōkami to Arashi no Mae no Seijaku (La louve et le calme avant la tempête)   | 16 juillet 2009       |
| 3       | La louve et le trou qui ne peut être bouché   | 狼と埋まらない溝 | Ōkami to Umaranai Mizo (La louve et le fossé infranchissable)               | 23 juillet 2009       |
| 4       | La louve et la fin des pensées superficielles | 狼と浅知恵の末路 | Ōkami to Asajie no Matsuro (La louve et la fin de la sagesse superficielle) | 30 juillet 2009       |
| 5       | La louve, l'espoir et le désespoir            | 狼と希望と絶望   | Ōkami to Kibō to Zetsubō (La louve, l'espoir et le désespoir)               | 6 août 2009           |
| 6       | La louve et la déesse de confiance            | 狼と信ずべき神   | Ōkami to Shinzubeki Kami (La louve et le dieu digne de confiance)           | 13 août 2009          |
| 7       | La louve et les jours capricieux              | 狼と戯れの日々   | Ōkami to Tawamure no Hibi (La louve et les journées amusantes)              | 20 août 2009          |
| 8       | La louve et les voyageurs fascinants          | 狼と蠱惑的な旅人 | Ōkami to Kowakuteki na Tabibito (La louve et le voyageur fascinant)         | 27 août 2009          |
| 9       | La louve et les négociations non préparées    | 狼と無謀な商談   | Ōkami to Mubō na Shōdan (La louve et les négociations désespérées)          | 3 septembre 2009      |
| 10      | La louve et le sourire solitaire              | 狼と孤独な微笑み | Ōkami to Kodoku na Hohoemi (La louve et le sourire solitaire)               | 10 septembre 2009     |
| 11      | La louve et les adieux                        | 狼と別れの決意   | Ōkami to Wakare no Ketsui (La louve et la décision de séparation)           | 17 septembre 2009     |
| 12      | La louve et les larmes                        | 狼ととめどなき涙 | Ōkami to Tomedonaki Namida (La louve et les larmes sans fin)                | 24 septembre 2009     |

### Série 2024
Une nouvelle adaptation en série animée a été annoncée le 25 février 2022 à l'occasion du 15e anniversaire du light novel. Plus tard, le reboot de la série a été confirmé sous le titre de  Spice and Wolf: Merchant Meets the Wise Wolf. La série est produite par le studio Passione et réalisée par Hijiri Sanpei avec le retour de Takeo Takahashi en tant que réalisateur en chef. Kevin Penkin compose la musique. Fukuyama et Koshimizu reprennent leur rôles respectifs : Lawrence et Holo. La série est diffusée à partir du 2 avril 2024 sur TV Tokyo, AT-X et d'autres chaînes,. Pour les pays francophones, la série est diffusée sur la plateforme Crunchyroll.
Le générique de début nommé Tabi no Yukue est interprété par Hana Hope tandis que le générique de fin nommé Andante est interprété par ClariS.
Le 24 septembre 2024, à la fin du dernier épisode de la première saison, une deuxième saison est annoncée.

#### Liste des épisodes
| No | Titre français                                                   | Titre japonais                 | Titre japonais                                    | Date de 1re diffusion |
| No | Titre français                                                   | Kanji                          | Rōmaji                                            | Date de 1re diffusion |
| -- | ---------------------------------------------------------------- | ------------------------------ | ------------------------------------------------- | --------------------- |
| 1  | La fête de la moisson et l'étroite carriole                      | 収穫祭と狭くなった御者台       | Shūkaku-sai to semaku natta gyosha-dai            | 2 avril 2024          |
| 2  | La louve espiègle et la plaisanterie déplacée                    | いたずら狼と笑えない冗談       | Itazura ōkami to waraenai jōdan                   | 9 avril 2024          |
| 3  | La ville portuaire et la douce tentation                         | いたずら狼と笑えない冗談       | Itazura Ōkami to waraenai jōdan                   | 16 avril 2024         |
| 4  | Le marchand rêveur et l'adieu au clair de lune                   | 夢見がちな商人と月明り別れ     | Yumemi ga china shōnin to tsuki-akari wakare      | 23 avril 2024         |
| 5  | L'incarnation de la louve et l'agneau obéissant                  | 狼の化身と従順な子羊           | Ōkami no kenshin to jūjun na kohitsuji            | 30 mai 2024           |
| 6  | Le marchand et l'injuste déesse                                  | 商人と理不尽な神               | hōnin to rifujin na kami                          | 7 mai 2024            |
| 7  | La balance de dieu et la magicienne des prairies                 | 神の天秤と草原の魔術師         | Kami no tenbin to sōgen no majutsushi             | 14 mai 2024           |
| 8  | Compagnon de route et sinistre nouvelle                          | 旅の道連れと不吉な知らせ       | Tabi no michidzure to fukitsu-na shirase          | 21 mai 2024           |
| 9  | Le doux miel et les amères armures                               | 甘いの蜜と苦いの鎧             | Amai no mitsu to nigai no yoroi                   | 28 mai 2024           |
| 10 | La sagesse de la louve et l'enjôlement du marchand               | 狼の知恵と商人の口車           | Ōkami no chie to shōnin no kuchiguruma            | 4 juin 2024           |
| 11 | La forêt aux loups et la pluie glaciale                          | 狼の森と凍てつく雨             | Ōkami no mori to itetsuku ame                     | 11 juin 2024          |
| 12 | Le prix de la trahison et le prix de l'or                        | 裏切りの代価と黄金の代価       | Uragiri no daika to ōgon no daika                 | 18 juin 2024          |
| 13 | Dîner à trois et après-midi à deux                               | 三人の晩餐と二人の午後         | Sannin no bansan to futari no gogo                | 25 juin 2024          |
| 14 | Nouvelle ville et nostalgie du pays natal                        | 新しいの町と望郷の思い         | Atarashī no machi to bōkyō no omoi                | 2 juillet 2024        |
| 15 | La plume d'oiseau et l'étrange minerai                           | 鳥の羽と不思議な鉱石           | Tori no hane ro fushigina kōseki                  | 9 juillet 2024        |
| 16 | La nuit du festival et l'engrenage détraqué                      | 祭りの夜と狂ったの歯車         | Matsuri no yoru to kurutta no haguruma            | 16 juillet 2024       |
| 17 | La bêtise du colporteur et l'enseigne du marchand de ville       | 行商人の浅知恵と町商人の看板   | Gyōshōnin no asadjie to machi shōnin no kanban    | 23 juillet 2024       |
| 18 | La cargaison décisive et la négociation courageuse               | 決意の積荷と覚悟交渉           | Ketsui no tsumini to kakugo no kōshō              | 30 juillet 2024       |
| 19 | La main invisible de la déesse et le cœur insondable de la louve | 見えざる神の手と見えざる狼の心 | Miezareru kami no te to miezareru ōkami no kokoro | 13 août 2024          |
| 20 | La jeune religieuse et le jeune meunier                          | 教会の少女と粉挽きの少年       | Kyōkai no shōjo to konahiki no shōnen             | 20 août 2024          |
| 21 | Le village païen et le pacte du prêtre                           | 異端の村と司祭の契約           | Itan no mura to shisai no keiyaku                 | 27 août 2024          |
| 22 | Les préceptes de l'église et la mémoire d'un père                | 教会の教えと父の記憶           | Kyōkai no oshie to chichi no kioku                | 3 septembre 2024      |
| 23 | Le désastre fabriqué et le châtiment à rendre                    | 仕組まれた災禍としかるべき報い | Shikumareta saika to shikarubeki mukui            | 10 septembre 2024     |
| 24 | Le chemin du serpent et la réponse de la louve                   | 蛇神の道と賢狼の答え           | Hebigami no michi to kenrō no kotae               | 17 septembre 2024     |
| 25 | L'œuvre du miracle et la suite du voyage                         | 奇跡の行方と続くの旅路         | Kiseki no yukue to tsudzuku no tabiji             | 24 septembre 2024     |

## Produits dérivés
Un guidebook nommé Spice and Wolf no Subete est sorti le 10 décembre 2008 au Japon. Une anthologie est sortie le 26 septembre 2009 au Japon. Un artbook nommé Ayakura Jû Gashû est sorti le 30 juillet 2011 au Japon et est sorti le 24 octobre 2013 en France. Un deuxième artbook nommé Koume Keito Illustrations - Spice & Wolf ~The tenth year calvados ~ est sorti le 10 mars 2017 au Japon et le 31 août 2018 en France.